# Xiuhcuetzin
Xiuhcuetzin fue reina de Tenochtitlan como esposa del emperador azteca Acamapichtli. Era hija de Ahatl y madre del príncipe Quatlecoatl.